# Christel Frese
Christel Frese z domu Gerber (ur. 3 sierpnia 1944 w Lennep) – niemiecka lekkoatletka, sprinterka, medalistka mistrzostw Europy i halowych mistrzostw Europy. W czasie swojej kariery reprezentowała RFN.
Specjalizowała się w biegu na 400 metrów. Zdobyła srebrny medal w tej konkurencji na europejskich igrzyskach halowych w 1969 w Belgradzie, za Colette Besson z Francji. Na mistrzostwach Europy w 1969 w Atenach niemiecka sztafeta 4 × 400 metrów w składzie: Christa Czekay, Antje Gleichfeld, Inge Eckhoff i Frese ustanowiła w biegu eliminacyjnym 19 września rekord świata czasem 3:33,9. Następnego dnia w biegu finałowym rekord ten został poprawiony przez sztafety Wielkiej Brytanii i Francji, a sztafeta RFN (biegnąca w tym samym zestawieniu) zdobyła brązowy medal z rezultatem lepszym od swego rekordu (3:32,7). W indywidualnym biegu na 400 metrów Frese nie wzięła udziału, ponieważ reprezentacja RFN wycofała się z mistrzostw po odmowie dopuszczenia do startu Jürgena Maya, który w 1967 uciekł z NRD.
Na pierwszych halowych mistrzostwach Europy w 1970 w Wiedniu] Frese zdobyła srebrny medal w biegu na 400 metrów za Brytyjką Marilyn Neufville. Zdobyła srebrny medal w sztafecie 4 × 400 metrów (w składzie: Anette Rückes, Frese, Hildegard Falck i Inge Bödding) na mistrzostwach Europy w 1971 w Helsinkach, a w biegu na 400 metrów odpadła w półfinale. 
Na halowych mistrzostwach Europy w 1972 w Grenoble zdobyła złote medale w biegu na 400 metrów i w sztafecie 4 × 2 okrążenia (w składzie: Rita Wilden, Erika Weinstein, Frese i Bödding).
Wystąpiła na igrzyskach olimpijskich w 1972 w Monachium, gdzie awansowała do półfinału biegu na 400 metrów, lecz biegu półfinałowego nie ukończyła wskutek kontuzji. Na halowych mistrzostwach Europy w 1973 w Rotterdamie zajęła 4. miejsce w biegu na 400 metrów.
Była mistrzynią RFN w biegu na 400 metrów w 1969 i 1970, wicemistrzynią na tym dystansie w 1971 i 1972 oraz brązową medalistką w 1973. Zdobyła również mistrzostwo RFN w sztafecie 3 × 800 metrów w 1970, w sztafecie 4 × 400 metrów w 1975 oraz w drużynie w biegu przełajowym na krótkim dystansie w 1970, 1971 i 1974. W hali była mistrzynią w biegu na 400 metrów w 1969, 1970, 1972 i 1973. Była również wicemistrzynią Wielkiej Brytanii (AAA) w biegu na 400 metrów w 1970.
Czterokrotnie ustanawiała rekord RFN w biegu na 400 metrów do wyniku 52,2 s (20 maja 1972 w Bonn). Czterokrotnie również poprawiała rekord RFN w sztafecie 4 × 400 metrów do rezultatu 3:29,6 (13 sierpnia 1972 w Zurychu).
Po zakończeniu kariery lekkoatletycznej w 1974 została piłkarką. W 1977 zdobyła mistrzostwo RFN z klubem SSG 09 Bergisch Gladbach, następnie występowała w SC 07 Bad Neuenahr i VfL Euskirchen. Później pracowała jako nauczycielka i trener w Euskirchen.